# ناحیه ابوت‌آباد
منطقه ابوت‌آباد (به انگلیسی: Abbottabad District) در پاکستان با جمعیت ۸۸۰٬۶۶۶ نفر است که در خیبر پختونخوا واقع شده‌است.